# Ada Lovelace
Augusta Ada Byron King, Condessa de Lovelace (nascida Byron, 10 de dezembro de 1815 — 27 de novembro de 1852), atualmente conhecida como Ada Lovelace, foi uma matemática e escritora inglesa. Hoje é reconhecida principalmente por ter escrito o primeiro algoritmo para ser processado por uma máquina, a máquina analítica de Charles Babbage. Durante o período em que esteve envolvida com o projeto de Babbage, ela desenvolveu os algoritmos que permitiriam à máquina computar os valores de funções matemáticas, além de publicar uma coleção de notas sobre a máquina analítica. Por esse trabalho é considerada a primeira programadora de toda a história.
Lovelace nasceu em 10 de dezembro de 1815 e é a única filha legítima do poeta Lord Byron e sua esposa Anne Isabella "Anabella" Byron, Lady Wentworth. Todos os outros filhos de Lorde Byron nasceram fora do casamento. Byron foi escritor de uma das versões de Don Juan. Se separou da esposa um mês depois do nascimento de Ada e deixou a Inglaterra para sempre, quatro meses depois. Acabou morrendo doente durante a Guerra da Independência Grega, quando Ada tinha oito anos de idade. A mãe de Ada promoveu o interesse de Ada em matemática e lógica, em um esforço para impedi-la de desenvolver o que ela via como a insanidade de Lord Byron. Mas Ada permaneceu interessada em seu pai e, a seu pedido, foi enterrada ao lado dele quando morreu.
Na juventude, seus talentos matemáticos levaram-na a uma relação de trabalho e de amizade com o colega matemático britânico Charles Babbage e, em particular, o trabalho de Babbage sobre a Máquina Analítica. Entre 1842 e 1843, ela traduziu um artigo do engenheiro militar italiano Luigi Federico Menabrea sobre a máquina e complementou com um conjunto de sua própria autoria, que ela chamou de Anotações. Essas notas contêm um algoritmo criado para ser processado por máquinas, o que muitos consideram ser o primeiro programa de computador. Ela também desenvolveu uma visão sobre a capacidade dos computadores de irem além do mero cálculo ou processamento de números, enquanto outros, incluindo o próprio Babbage, focavam apenas nessas capacidades. Sua mentalidade da "ciência poética" a levou a fazer perguntas sobre a máquina analítica (como mostrado em suas notas) e a examinar como os indivíduos e a sociedade se relacionam com a tecnologia como uma ferramenta de colaboração.
Casou-se, aos 20 anos com William Lord King. Este foi nomeado Conde de Lovelace em 1838, e Ada tornou-se Lady Lovelace. Ada morreu de câncer de útero, aos 36 anos de idade.

## História

### Infância

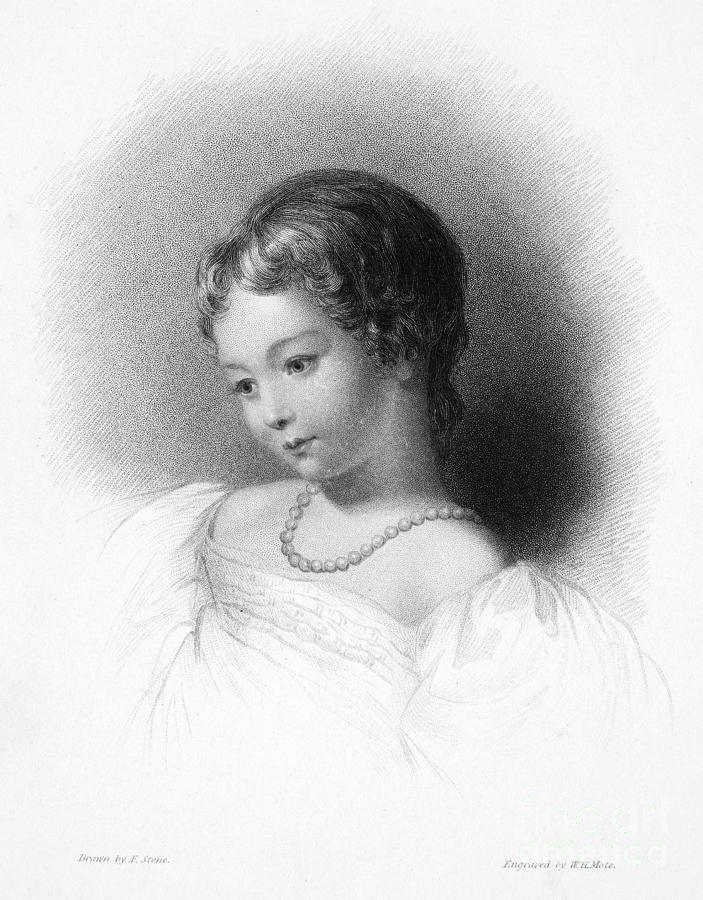
Gravura de Ada Lovelace quando criança, baseada em um desenho de Frank Stone, por William Henry Mote, 1832.

Ada Lovelace nasceu Augusta Ada Byron em 10 de dezembro de 1815, em Londres, na Inglaterra. Filha do poeta George Gordon Byron, 6º Barão Byron, e de Anne Isabella "Annabella" Milbanke, Baronesa Byron. George Byron esperava ser pai de um menino e ficou desapontado quando sua esposa deu à luz uma menina. Augusta recebeu esse nome por causa da meia-irmã de Byron, Augusta Leigh, e foi chamada de "Ada" pelo próprio George.
Em 16 de Janeiro de 1816, Annabella, a pedido de George, se mudou para a casa de seus pais em Kirkby Mallory levando Ada com ela, que na época tinha apenas um mês de idade. Embora a lei Inglesa desse ao pai a custódia total de seus filhos em caso de separação, Byron não fez nenhuma tentativa de reivindicar seus direitos, mas pediu para que sua irmã o mantivesse informado sobre o bem-estar de Ada. Em 21 de abril, Byron assinou a escritura de separação, com muita relutância, e deixou a Inglaterra para sempre alguns dias depois. Além de não aceitar bem a separação amarga, Annabella fez acusações sobre o comportamento imoral de Byron, durante toda sua vida. Este conjunto de eventos deixaram Ada famosa na sociedade vitoriana. Byron não tinha um relacionamento com sua filha e nunca mais a viu. Ele morreu em 1824, quando ela tinha oito anos. Sua mãe era a única figura parental significativa em sua vida. Ada não foi autorizada a ver qualquer retrato de seu pai até seu vigésimo aniversário. Sua mãe se tornou Baronesa Wentworth em 1856.
Ada não era próxima de sua mãe e era deixada aos cuidados de sua avó materna Judith Hon, Lady Milbanke, que a mimava. Porém, devido aos costumes da época, Lady Byron teve de se comportar como uma mãe amorosa aos olhos da sociedade. Ela enviava cartas para Lady Milbanke onde falava sobre o bem-estar da menina, mas sempre com uma nota instruindo a avó a guardar as cartas para que a mesma pudesse usá-las para provar seu amor maternal. Em uma das cartas, Lady Byron se referiu à Ada como “aquilo”: “Falarei com aquilo para lhe satisfazer, e não para deleite próprio, e deverás ser grata quando aquilo estiver sobre tua guarda”. Durante sua adolescência, Ada foi vigiada por conhecidos de Lady Byron, a fim de lhe reportar qualquer sinal de desvio moral, a menina os apelidou de “Fúrias” e dizia que inventavam histórias exageradas sobre sua pessoa.
No início de sua infância, Ada se encontrava doente com frequência. Aos oito anos de idade, a menina sofria de fortes dores de cabeça que prejudicavam sua visão. Em junho de 1829, Ada ficou paralisada após contrair sarampo, foi obrigada a ficar de repouso em sua cama por quase um ano, o que afetou sua capacidade de andar. Em 1831, a menina se locomovia com o uso de muletas. Mesmo após ter tido sequelas devido à doença, Ada conseguiu desenvolver suas habilidades matemáticas e tecnológicas.
Aos doze anos de idade, Ada decidiu que queria voar, desejo que lhe traria o apelido de “Senhora Fada” carinhosamente dado por Charles Babbage. Ela então focou-se metodicamente em seu plano, desenvolveu-o com cuidado, imaginação e amor. Em fevereiro de 1828, Ada deu seu primeiro passo e decidiu construir um par de asas, algo que demandou uma pesquisa de diversos materiais, como papéis, seda a prova d’agua, arames e penas. Ela também estudou a anatomia dos pássaros para encontrar a proporção exata entre o corpo e as asas dos animais. Ada decidiu escrever um livro chamado “Flyology”, podendo ser traduzido como o “Estudo do voo”, que foi ilustrado com suas ideias. Ela decidiu que precisaria de uma bússola para “atravessar o país pelo caminho mais curto” e vencer montanhas, rios e vales. Seu último passo seria juntar o vapor à “arte de voar”.
No início de 1833, Ada teve um caso com seu tutor, e tentou fugir ao seu lado após ter sido descoberta, mas foi reconhecida pelos parentes do tutor, que contataram a sua mãe. Lady Byron, junto a seus amigos, conseguiram esconder o incidente antes que virasse um escândalo público. Ada nunca conheceu sua meia irmã, Allegra, filha de Lord Byron e Claire Clairmont, a criança morreu aos cinco anos de idade em 1822. Ada teve contato com Elizabeth Medora Leigh, a filha da meia irmã de seu pai, Augusta Leigh, que a evitava o máximo possível ao ser introduzida a Corte.

### Vida adulta

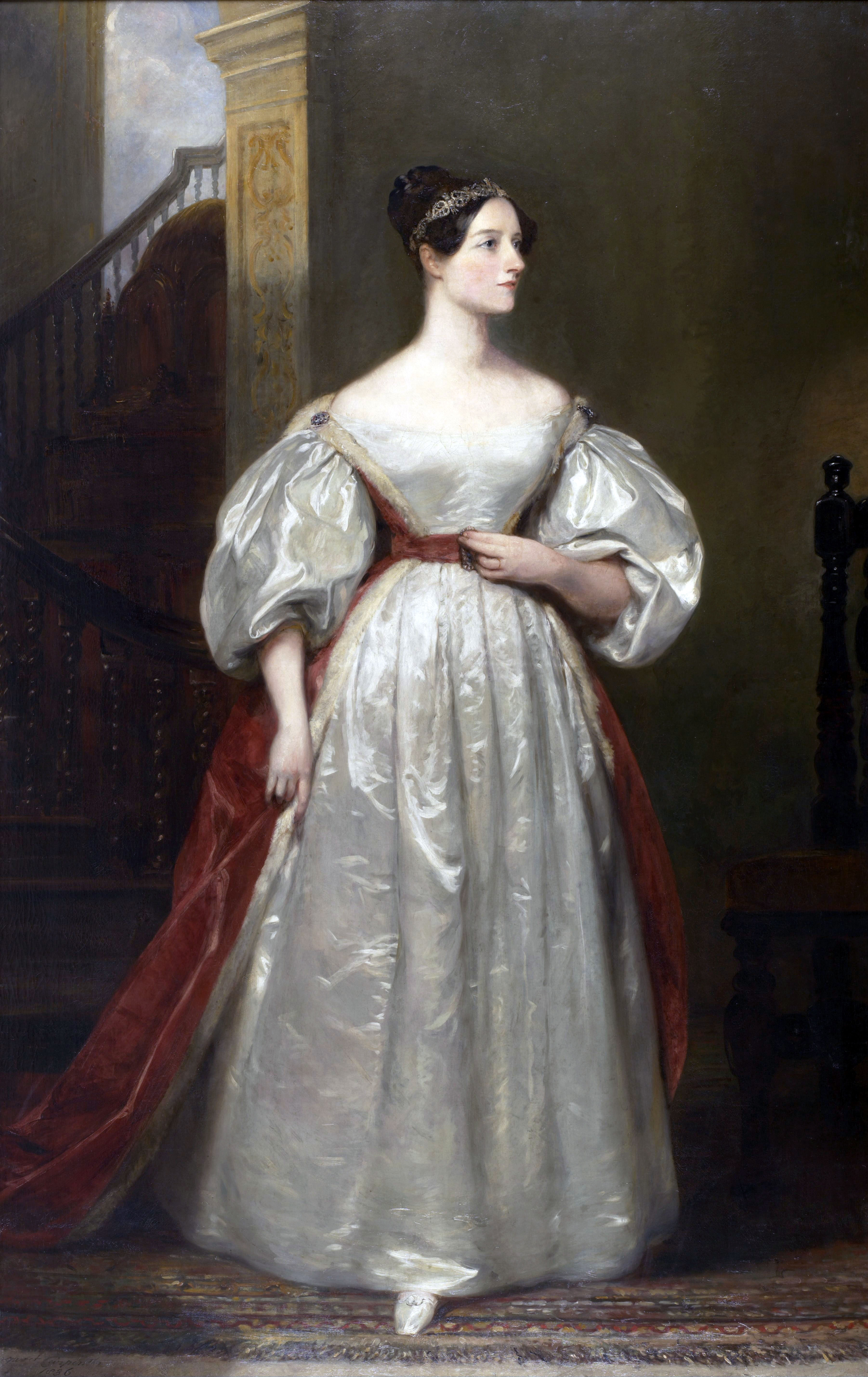
Retrato de Ada Lovelace
Margaret Sarah Carpenter, 1836.

Ada tornou-se amiga próxima de sua tutora Mary Somerville, que a apresentou para Charles Babbage em 1833. Ela respeitava e adorava Mary, as duas trocaram cartas por muitos anos. Dentre outros conhecidos de Ada estavam os cientistas Andrew Crosse, Sir David Brewster, Charles Wheatstone, Michael Faraday e o autor Charles Dickens. Aos dezessete anos foi apresentada à Corte e ficou conhecida por sua mente brilhante. Em 1834 Ada já frequentava a Corte com frequência e passou a participar de vários de seus eventos. Dançava com frequência e encantava as pessoas com seu charme e era vista como uma moça delicada; já um amigo de seu pai, John Hobhouse, a descrevia como “uma jovem mulher volumosa de pele áspera, mas com traços semelhantes ao de um amigo, especialmente os lábios”. Esta descrição foi seguida de um encontro em 24 de fevereiro de 1834, onde Ada deixou claro que não gostava de John, provavelmente devido a sua mãe, Lady Byron, que a influenciava a não gostar dos amigos de seu pai. Mesmo após esta má impressão, os dois viraram amigos mais tarde.
Ada casou-se com William King-Noel, 8º Barão King, em julho de 1835, e tornou-se Lady King. Eles possuíam três casas: Ockham Park em Surrey; uma casa de campo escocesa no vilarejo de Loch Torridon em Ross-shire na Escócia; e uma casa em Londres. Os dois passaram a lua de mel em Worthy Manor em Ashleu Combe, próximo à Porlock Weir, Somerset. A mansão foi construída inicialmente para ser uma cabana de caça em 1799 e foi reformada por William especialmente para a lua de mel e mais tarde foi transformada em uma casa de veraneio e passou por novas melhorias. Em 1845, a casa principal da família ficava em Surrey, na Inglaterra, chamava-se East Horsley Towers e foi reconstruída pelo arquiteto Charles Barry durante o movimento neogótico.

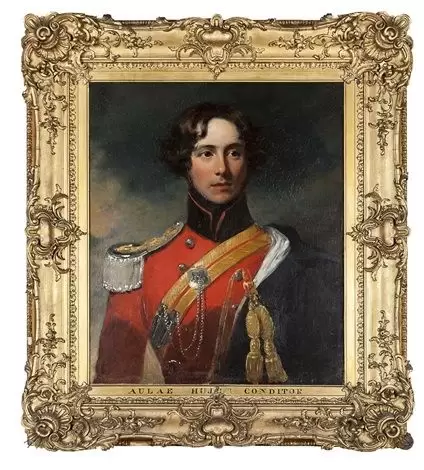
Retrato de William King-Noel, 8º Barão King, marido de Ada, em 1835.

Eles tiveram três filhos: Byron, nascido em 12 de Maio de 1836; Anne Isabella, apelidada de Annabella, nascida em 22 de Setembro de 1837; e o caçula Ralph Gordon, nascido em 2 de Julho de 1839. Após o nascimento de Annabella, Ada sofreu de “uma enfadonha e dolorosa enfermidade, e levou meses para se curar”. Ela era descendente dos extintos Barões de Lovelace e, em 1838, seu marido se tornou Conde de Lovelace e Visconde de Ockham, tornando-a Condessa de Lovelace. Em 1843-1844, Lady Byron, mãe de Ada, indicou William Benjamin Carpenter para ser tutor de seus netos e tutor “moral” de Ada. William apaixonou-se por ela e a encorajou a expressar quaisquer sentimentos reprimidos, dizendo que seu casamento significava que ele nunca poderia agir inapropriadamente, mas quando ficou claro que ele desejava ter um caso com Ada, ela rapidamente o cortou.
Em 1841, a mãe de Ada, Lady Byron, revelou à moça e à Medora (filha de Augusta Leight, que era meia-irmã de Lord Byron) que o pai de Ada e Medora eram a mesma pessoa. Em 27 de fevereiro daquele ano, Ada escreveu uma carta para sua mãe, dizendo “Não estou nem um pouco surpresa, na verdade a senhora apenas me confirmou uma dúvida que vem aterrorizando minha mente por anos, e que não tinha capacidade de lhe sugerir que suspeitava de tal fato”. Ada não culpou seu pai pela relação incestuosa, pelo contrário, ela culpou Augusta: “Temo que ela é inerentemente mais perversa do que ele jamais foi”. Na década de 1840, Ada envolveu-se em diversos escândalos, primeiro em relações extramatrimoniais e segundo em jogos de azar. Ela supostamente perdeu mais de 3 mil libras ao apostar em cavalos. As apostas incentivaram-na a criar uma associação com seus amigos que a levou a uma tentativa de criar um modelo matemático ambicioso que resultava em sucesso em apostas grandes em 1851. Ada falhou desastrosamente, perdeu milhares de libras para a associação e teve de contar o ocorrido ao marido. Ela teve um relacionamento escondido com John Crosse, filho do cientista Andrew Crosse, em 1844 e diante. John destruiu maior parte das correspondências trocadas após a morte de Ada, como parte de um acordo legal. Ela deixou como herança para John as relíquias que seu pai lhe deu em vida. Em seus dias finais, Ada temia a ideia de que John seria privado de visitá-la.

### Educação
Mesmo quando Ada ficava doente durante sua infância, a menina continuava a estudar. Com o objetivo de acabar com quaisquer sinais de insanidade herdados de seu pai Lord Bryon, a mãe de Ada se certificou que a criança aprendesse matemática desde cedo. Ada foi educada em casa, aprendia matemática e ciências com William Frend, William King e Mary Somerville. Mais tarde seria tutorada pelo matemático e lógico Augustus De Morgan. Aos dezessete anos, em 1832, suas habilidades matemáticas começaram a emergir e o interesse neste campo esteve presente durante sua vida adulta. Augustus sugeriu em uma carta endereçada à mãe de Ada, Lady Byron, que as habilidades matemáticas da jovem poderiam torna-la “uma investigadora matemática de primeira”.
Ada acreditava que a intuição e a imaginação eram fundamentais para pôr em prática conceitos matemáticos e científicos de forma eficaz. Ela valorizava a metafísica tanto quanto a matemática, sendo ambas ferramentas para explorar "mundos invisíveis ao nosso redor".

### Morte
Ada faleceu com a mesma idade que seu pai, aos 36 anos em 27 de novembro em decorrência de um câncer uterino, provavelmente agravado pela sangria realizada por médicos. A doença perdurou por meses, nos quais Annabella assumiu controle sobre quem visitava Ada, excluindo todos seus amigos e confidentes. Sob influência de sua mãe, Ada teve uma transformação religiosa e foi persuadida a se arrepender de sua conduta e fazer de Annabella sua inventariante. Ela perdeu o contato com o marido após confessar-lhe algo em 30 de agosto, o que o levou a abandonar seu leito. Não se sabe o que ela disse. Ada foi enterrada, como desejava, ao lado de seu pai na Igreja de Santa Maria Madalena em Hucknall, Nottinghamshire. Uma placa escrita em latim em sua memória e em memória ao seu pai foi feita na capela ao lado de Horsley Towers.

## Primeiro programa de computador

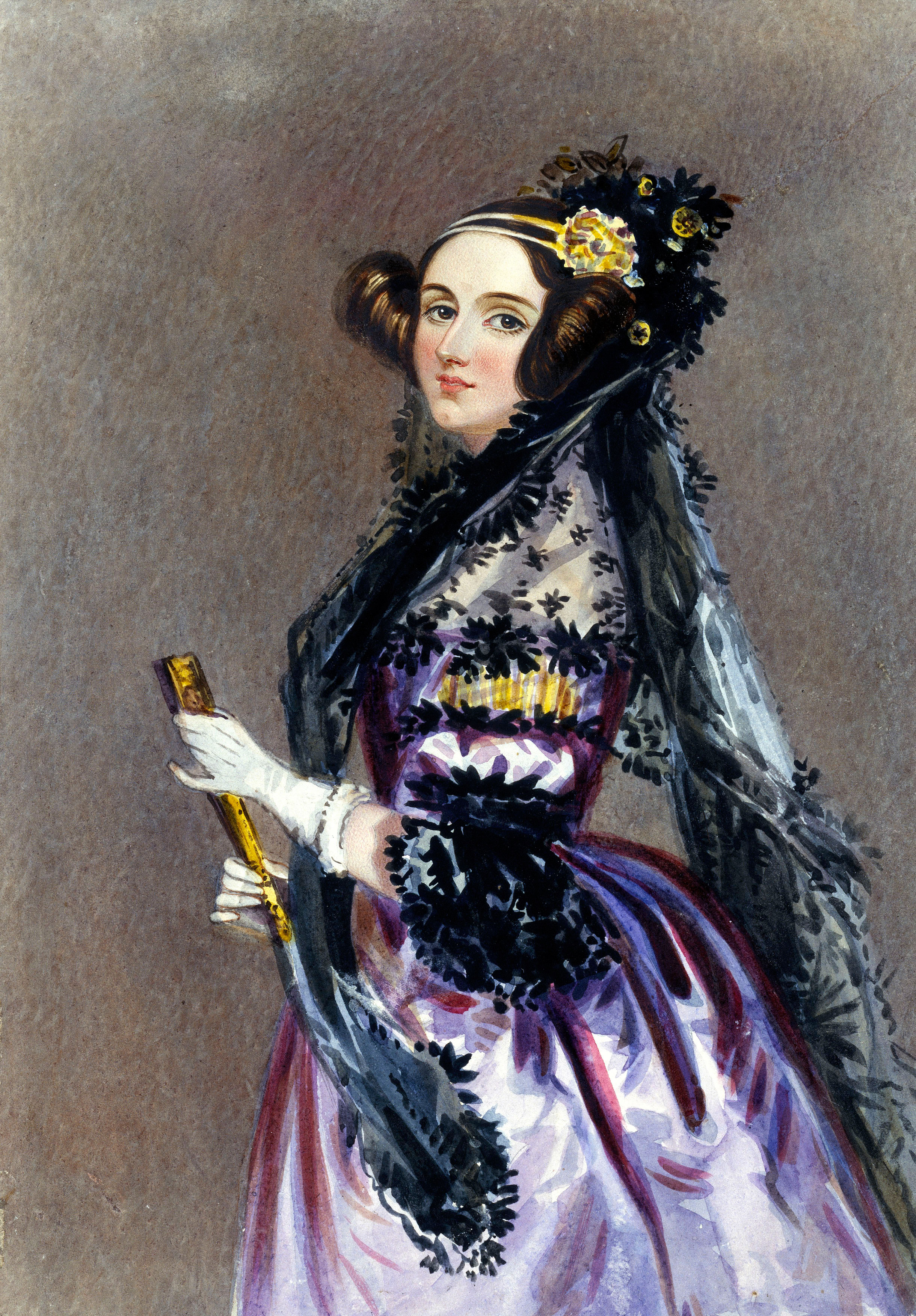
Desenho de Ada Lovelace, por Alfred Edward Chalon, 1838.

Em 1842, Charles Babbage foi convidado a ministrar um seminário na Universidade de Turim sobre sua máquina analítica. Luigi Menabrea, um jovem engenheiro italiano e futuro Primeiro-ministro da Itália, publicou a palestra de Babbage em francês e esta transcrição foi posteriormente publicada na Bibliothèque Universelle de Genève, em 1842.
Babbage pediu a Lovelace para traduzir o artigo de Menabrea para o inglês, adicionando depois a tradução com as anotações que ela mesma havia feito. Lovelace levou grande parte do ano nesta tarefa. Estas notas, que são mais extensas que o artigo de Menabrea, foram então publicados no The Ladies' Diary e no Memorial Científico de Taylor sob as iniciais "AAL".
Em 1953, mais de cem anos depois de sua morte, as notas de Lovelace sobre a máquina analítica de Babbage foram republicadas. A máquina foi reconhecida como um primeiro modelo de computador e as notas de Lovelace como a descrição de um computador e um software.
As notas de Lovelace foram classificadas alfabeticamente de A a G. Na nota G ela descreve o algoritmo para a máquina analítica computar a Sequência de Bernoulli. É considerado o primeiro algoritmo especificamente criado para ser implementado num computador, e Lovelace é recorrentemente citada como a primeira pessoa programadora por esta razão. No entanto, a máquina analítica de Babbage jamais foi construída, tendo apenas a sua precursora a máquina diferencial sido montada em um trabalho que começou em 1984 por Allan G. Bromley professor da Universidade de Sydney junto com Doron Swade (The London Sience Museum), onde esses levaram 18 anos para finaliza-la.

## Legado

Uma ilustração inspirada pelo retrato criado por Alfred Edward Chalon para a Ada Initiative, que apoia tecnologias abertas e mulheres.

A linguagem de programação Ada foi criada em homenagem à Ada Lovelace pelo Departamento de Defesa dos Estados Unidos. A documentação da linguagem foi aprovada em 10 de Dezembro de 1980.
Em 1981, a Associação de Mulheres na Computação criou o Prêmio Ada Lovelace. Em 1998, A Associação Britânica de Computação criou a Medalha Lovelace e em 2008 iniciou uma competição anual para alunas. A Associação Britânica de Computação é patrocinadora do Lovelace Colloquium, que é uma conferência anual para mulheres estudantes de graduação. A Ada College é uma escola extra-curricular focada em tecnologia localizada em Tottenham Hale, Londres.
Em toda segunda terça-feira de outubro, desde 2009, é comemorado o Dia da Ada Lovelace, que tem como objetivo “dar destaque à mulheres na ciência, tecnologia, engenharia e matemática” além de “criar novos modelos para meninas e mulheres”. Entre os eventos estão a Maratona de edição da Wikipédia, com o objetivo de aumentar a representação das mulheres na Wikipédia em termos de artigos e editores, para reduzir preconceitos de gênero. A Ada Initiative é uma organização sem fins lucrativos dedicada a aumentar o envolvimento das mulheres no Movimento pela cultura livre e em movimentos open source. Em 2009, na ocasião da celebração do primeiro Ada Lovelace Day, a artista plástica Sydney Padua criou a história em quadrinhos "The Thrilling Adventures of Lovelace and Babbage", que ao mesmo tempo que contava a história de Charles Babbage e da condessa Ada Lovelace, também apresenta uma leitura descontraída dos dois. Em 2015 o quadrinho virou um livro, de mesmo nome.
A Ada Developers Academy em Seattle é uma academia sem fins lucrativos com o objetivo de aumentar a diversidade na tecnologia, treinando mulheres cis, trans e não-binários para se tornarem engenheiras de software.
Em 27 de julho de 2018, o senador americano Ron Wyden submeteu, a designação de 9 de outubro de 2018 como Dia Nacional Ada Lovelace: "Honrar a vida e as contribuições de Ada Lovelace como uma das principais mulheres em ciências e matemática". A resolução (S.Res.592) foi considerada e aprovada sem emendas e com um preâmbulo por consentimento unânime.